# مقاطعة والتون (فلوريدا)
مقاطعة والتون هي مقاطعة في فلوريدا، بلغ عدد سكانها 55٬043  نسمة، في 2010، عاصمتها ديفونياك سبرنغز، فلوريدا.

## الموقع
تشترك في الحدود مع:
- مقاطعة جنيف.

## التقسيمات الإدارية
- ديفونياك سبرنغز، فلوريدا.